# Instytut Nauk o Zdrowiu Uniwersytetu Pomorskiego w Słupsku
Instytut Nauk o Zdrowiu Uniwersytetu Pomorskiego w Słupsku – jedna z 11 jednostek dydaktycznych Uniwersytetu Pomorskiego w Słupsku.

## Historia
Instytut Nauk o Zdrowiu powstał w 2019 roku wskutek reorganizacji uczelni.

## Kierunki kształcenia
Dostępne kierunki:
- Dietetyka (studia I stopnia)
- Fizjoterapia (jednoletnie studia magisterskie)
- Kosmetologia (studia I stopnia)
- Pielęgniarstwo (studia I i II stopnia)
- Położnictwo (studia I stopnia)
- Ratownictwo medyczne (studia I stopnia)

## Władze Instytutu
W kadencji 2024–2028:
| Stanowisko                   | Imię i nazwisko              |
| ---------------------------- | ---------------------------- |
| Dyrektor                     | dr Monika Waśkow             |
| Zastępca Dyrektora ds. Nauki | dr hab. Przemysław Kowiański |

## Struktura organizacyjna
| Jednostka                                                      | Kierownik                    |
| -------------------------------------------------------------- | ---------------------------- |
| Zakład Anatomii i Fizjologii Człowieka                         | prof. dr hab. Janusz Moryś   |
| Katedra Pielęgniarstwa i Ratownictwa Medycznego                | dr Kazimiera Hebel           |
| Katedra Rehabilitacji i Odnowy Biologicznej                    | dr Agnieszka Grochulska      |
| Interdyscyplinarne Centrum Badań nad Chorobami Cywilizacyjnymi | dr hab. Przemysław Kowiański |